# American Water Spaniel
Der American Water Spaniel ist eine von der FCI (Nr. 301, Gr. 8, Sek. 3) anerkannte Hunderasse aus den Vereinigten Staaten. Die Rasse ist der offizielle State Dog des US-Bundesstaats Wisconsin.

## Herkunft und Geschichtliches
Die Vorfahren des American Water Spaniels kamen vermutlich aus dem Vereinigten Königreich, mögliche Vorväter sind der Irish Water Spaniel, vielleicht auch der Old English Water Spaniel oder der Field Spaniel. 1940 wurde ein Hund dieser Rasse erstmals registriert und so wurden sie zu Rassehunden. Schon vorher ist ein Hund mit diesen Merkmalen auf Abbildungen dargestellt (1850). Gezielt gezüchtet wurde er ab den 1920er Jahren von F. J. Pfeifer.

## Beschreibung
Der American Water Spaniel ist ein aktiver, muskulöser Hund von mittlerer Größe (46 cm, 18 kg) mit einem „ondulierten“ (gewellten) bis gelockten Haarkleid. Gebaut ist er etwas länger als hoch, nicht zu quadratisch oder kompakt, in der Farbe einheitlich leberbraun, braun oder dunkles Schokoladenbraun. Ein wenig Weiß an Zehen und Brust ist zulässig. Der Schädel ziemlich breit und kräftig, sein Stop mäßig ausgeprägt, aber nicht zu betont. Die Ohren sitzen geringfügig über der Augenlinie, aber nicht zu hoch am Kopf, sind lappenförmig, lang und breit, sie reichen nach vorne gelegt bis zur Nase.

## Wesen
Sie sind intelligente und gelehrige Hunde, stets freundlich und wachsam.

## Verwendung
Die Hunderasse American Water Spaniel wurde in den Vereinigten Staaten als ein vielseitig brauchbarer Jagdhund entwickelt, gezüchtet zum Apportieren vom Schiff oder Kanu aus und zur Arbeit auf dem Land, das mit relativer Leichtigkeit. Außerhalb von Nordamerika ist er kaum anzutreffen. 